# Frederic Cardew

Frederic Cardew (um 1894)

Frederic Cardew (* 27. September 1839 in Somerset, England; † 6. Juli 1921) war ein britischer Kolonialverwalter. Er war zwischen 1894 und 1900 fünf Mal Gouverneur in Sierra Leone. Cardew war Knight Commander des Order of St Michael and St George (KCMG) und Colonel.
Cardews Entscheidung der Einführung einer Hüttensteuer führte maßgeblich zum Mende-Temne Krieg 1898, der auch als Hut Tax War in die Geschichtsbücher einging.
Cardew war mit Katharine Octavia Cardew (1846–1932) verheiratet. Er liegt in Whitchurch Hill, Oxfordshire in England begraben.

## Veröffentlichungen
- Private Papers of Colonel Sir Frederic Cardew KCMG. August 1914 – November 1916; Briefe und Tagebücher; ausgestellt im Imperial War Museum.